# Ned Wertimer
Ned Wertimer, all'anagrafe Edward Wertimer (Buffalo, 27 ottobre 1923 – Los Angeles, 2 gennaio 2013), è stato un attore statunitense.
Ha riscosso molto successo nella fortunata serie televisiva I Jefferson, interpretando il personaggio Ralph Hart, il portiere del palazzo dove vivono la famiglia Jefferson e gli altri personaggi della sit-com.

## Morte
È morto il 2 gennaio 2013 al Sherman Village Healthcare Center, nella città di Los Angeles, in seguito alle complicazioni di una caduta.

## Filmografia

### Cinema
- Let's Rock, regia di Harry Foster (1958)
- Santa Claus Conquers the Martians, regia di Nicholas Webster (1964)
- Gli anni impossibili (The Impossible Years), regia di Michael Gordon (1968)
- Some Kind of a Nut, regia di Garson Kanin (1969)
- Quattro sporchi bastardi (C.C. & Company), regia di Seymour Robbie (1970)
- Cattive compagnie (Bad Company), regia di Robert Benton (1972)
- Mame, regia di Gene Saks (1974)
- L'uomo più forte del mondo (The Strongest Man in the World), regia di Vincent McEveety (1975)
- Finalmente arrivò l'amore (At Long Last Love), regia di Peter Bogdanovich (1975)
- Il branco (The Pack), regia di Robert Clouse (1977)
- Pirati dei Caraibi - Ai confini del mondo (Pirates of the Caribbean: At World's End), regia di Gore Verbinski (2007)

### Televisione
- Inside detective – serie TV (1950)
- Amos'n' Andy – serie TV (1951)
- The Alcoa Hour – serie TV, episodio 1x13 (1956)
- Car 54, Where Are You? – serie TV (1962)
- The Second Hundred Years – serie TV (1968)
- He & She – serie TV (1968)
- Pinocchio, regia di Sid Smith – film TV (1968)
- Get Smart – serie TV, episodio 5x01 (1969)
- Gli eroi di Hogan (Hogan's Heroes) – serie TV (1969)
- The Governor & J.J – serie TV (1969)
- Gunsmoke – serie TV (1969)
- Strega per amore (I Dream of Jeannie) – serie TV (1968-1970)
- Quella strana ragazza (That Girl) – serie TV (1969)
- Happy Days – serie TV, episodio 3x05 (1975)
- Arcibaldo (All in the Family) – serie TV (1975)
- I Jefferson (The Jeffersons) – serie TV, 77 episodi (1975-1985)
- Kate Bliss and the Ticker Tape Kid, regia di Burt Kennedy – film TV (1978)
- Sonno di ghiaccio (Chiller), regia di Wes Craven – film TV (1985)

## Doppiatori italiani
Nelle versioni in italiano delle opere in cui ha recitato, Ned Wertimer è stato doppiato da:
- Mario Bardella in Happy Days
- Antonello Governale ne I Jefferson